# پتیت (اکلاهما)
پتیت(به انگلیسی: Pettit) شهری در ایالت اکلاهما کشور ایالات متحده آمریکا است که جمعیت آن در سرشماری سال ۲۰۱۰ میلادی، ۹۵۴ نفر بوده‌است.